# نجم العنزي
نجم عبد الرازق العنزي (بالإنجليزية: Najem Abdelrazak Al-Enazy Najem) (ولد في 30 نوفمبر 1961) هو لاعب رمي القرص كويتي.
مثّل الكويت في الألعاب الأولمبية الصيفية 1980، وفاز بالميدالية البرونزية في بطولة آسيا لألعاب القوى 1983.

## المسيرة الرياضية
في أولمبياد موسكو 1980، سجل نجم 39.26 مترًا ليحل في المركز 17 في التصفيات. أخفق في المحاولة الأولى، وحقق أفضل رمية له في المحاولة الثانية، ثم سجل 35.38 مترًا في المحاولة الأخيرة.
في بطولة آسيا لألعاب القوى 1983 التي أُقيمت في مدينة الكويت، فاز بالميدالية البرونزية في رمي القرص برمية بلغت 51.00 متر.
```
كما سجل أفضل رقم شخصي له في مسيرته وهو 52.68 متر في العام نفسه.
[
1
]
```

شارك أيضًا في دورة الألعاب الجامعية الصيفية 1985، حيث سجل 45.90 مترًا ليحتل المركز 13 في النهائي.